# Francesco I Crispo
Francesco I Crispo (zm. 1397) – wenecki władca Księstwa Naksos w latach 1383–1397.

## Życiorys
Francesco Crispo prawdopodobnie urodził się w Weronie. Przed 1383 był panem na wyspie Milos lennikiem książąt Naksos. W 1383 pod wodzą rodu Crispo wybuchło powstanie, które obaliło dynastię Sanudo, rządzącą archipelagiem od 1207 roku. Uzyskał poparcie dla przewrotu od władz Republiki Weneckiej. Jego żoną była Fiorenza I Sanudo. Jego następcą został syn Giacomo I Crispo. Innym jego synem był Mikołaj Crispo, pan Siros.